# Herbert Prohaska
Herbert Prohaska (ur. 8 sierpnia 1955 w Wiedniu) – austriacki piłkarz i trener piłkarski. Był jednym z najlepszych austriackich piłkarzy w historii. W latach 1993–1999 prowadził reprezentację Austrii, z którą awansował do Mundialu 1998.

## Kariera piłkarska
W drugiej połowie lat 70. był liderem Austrii Wiedeń, która w 1978 roku grała w finale Pucharu Zdobywców Pucharów. Przez trzy lata występował we Włoszech, gdzie zdobył mistrzostwo (z AS Romą) oraz Puchar kraju (z Interem). Sportową przygodę zakończył w wieku trzydziestu czterech lat w Austrii.

## Sukcesy piłkarskie
- mistrzostwo Austrii 1976, 1978, 1979, 1980, 1984, 1985 i 1989, Puchar Austrii 1977, 1980 i 1986 oraz finał Pucharu Zdobywców Pucharów 1978 z Austrią Wiedeń
- mistrzostwo Włoch 1983 z Romą
- Puchar Włoch 1982 z Interem Mediolan

W reprezentacji Austrii od 1974 do 1989 rozegrał 83 mecze i strzelił 10 goli – uczestnik Mistrzostw Świata 1978 i 1982.

## Kariera trenerska
Przygodę szkoleniową rozpoczął zaraz po przejściu na sportową emeryturę w Austrii Wiedeń, zdobył z nią dwukrotnie mistrzostwo kraju i wywalczył dwa Puchary Austrii. 
W 1993 roku został selekcjonerem rodzimej kadry z nadrzędnym zadaniem awansu do Euro 1996. Wprawdzie rozgrywki grupowe Austriacy zakończyli dopiero na czwartej pozycji i oczywiście nie pojechali do Anglii, ale jak się okazało Prohaska potrafił wyciągnąć doświadczenia z tamtego niepowodzeniu. Zaufano mu po raz kolejny i tym razem szefowie federacji nie zawiedli się. W kolejnych eliminacjach (do Mistrzostw Świata 1998) Austriacy pierwszy raz od ośmiu lat wywalczyli awans do Mundialu, wyprzedzając m.in. Szwedów oraz Szkotów.
Na turnieju drużyna prowadzona przez Prohaskę zaprezentowała się jednak bardzo słabo i już po trzech meczach musiała wracać do domu. Mimo niepowodzenia selekcjoner nie stracił posady. Został zwolniony dopiero rok później po porażce z Hiszpanią 0:9 w eliminacjach do Euro 2000. Po sześcioletniej przygodzie z kadrą Prohaska powrócił do Austrii Wiedeń, ale po kilku słabych meczach musiał zrezygnować. 
Od 2000 roku pracuje jako komentator piłkarski w austriackiej telewizji.

## Sukcesy trenerskie
- mistrzostwo Austrii 1991 i 1992 oraz Puchar Austrii 1990 i 1992 z Austrią Wiedeń
- awans do finałów Mistrzostw Świata 1998 oraz start w tym turnieju (zakończony odpadnięciem w fazie grupowej) z reprezentacją Austrii